# 中央人民政府卫生部
中央人民政府卫生部是根据1949年9月27日中国人民政治协商会议第一届全体会议通过的《中华人民共和国中央人民政府组织法》第十八条的规定，于1949年10月1日设置的一个中央人民政府政务院部门。同年11月1日，中央人民政府卫生部正式成立。
1954年9月，第一届全国人民代表大会第一次会议在北京召开，会议通过了《中华人民共和国宪法》和《中华人民共和国国务院组织法》，成立中华人民共和国国务院。根据国务院《关于设立、调整中央和地方国家机关及有关事项的通知》，中央人民政府卫生部即告结束。国务院按照《国务院组织法》的规定，将原中央人民政府卫生部改为中华人民共和国卫生部，接替相关工作，成为国务院组成部门。

## 职责权限
按照相关规定，中央人民政府卫生部在政务院文化教育委员会的指导下展开工作。中央人民政府卫生部作为国家行政机构，对全国范围内的卫生工作进行统一领导和管理。

## 机构设置
1950年至1951年间，中央人民政府卫生部机关设置为办公厅和4个局室：
- 中央人民政府卫生部
  - 办公厅
  - 卫生计划检查局
  - 医政局
  - 妇幼卫生局
  - 技术室

1952年，中央爱国卫生运动委员会成立，其办公室设在中央人民政府卫生部。

## 部领导
- 部长：李德全（任期：1949年10月－1954年9月）

## 副部长
- 贺诚
- 苏井观
- 徐运北（原中国共产党贵州省委员会副书记，1952年11月）
- 傅连暲（1952年4月任）
- 王斌（1953年4月任）